# Servicio de Recuperación Agrícola
El Servicio de Recuperación Agrícola va ser un organisme públic d'Espanya creat el 1938, durant la Guerra Civil, mitjançant una llei de Francisco Franco amb data del 3 de maig de 1938, que tenia com a principal objectiu, junt amb el Servicio Nacional de Reforma Económica y Social de la Tierra, creat el mateix any, desfer la reforma agrària duta a terme pel govern de la Segona República

## Objecte oficial
Segons l'article 1 de la llei la seva creació tenia per objecte iniciar com abans millor els treballs de cultiu de la terra a les zones conquerides per l'exèrcit rebel, i recollir tots els productes agrícoles, collites, i elements de producció que es trobessin abandonats en aquestes zones.
Després del període bèl·lic, la Llei de 23 de febrer de 1940, "Sobre devolución a sus propietarios de las fincas ocupadas por el Instituto de Reforma Agraria con arreglo a las Leyes de 1932 y 1935" va establir, a posteriori, les bases jurídiques de la devolució de les terres realitzades, que mancaven de fonament legal fins aleshores.

## Procés
El procés de devolució dut a terme per les autoritats franquistes és qualificat pel professor Barciela com a contra - revolucionari d'acord amb les dades resultants, ja que es va realitzar una ocupació de les terres pels propietaris antics sense pràcticament cap control de l'Estat i amb escassa regulació legal, de manera que, a més, els antics propietaris s'apropiaven també de les collites, bestiar i eines de les persones que explotaven les terres. Les dades que reflecteixen aquesta realitat són que les parcel·les recuperades van arribar a uns 6,3 milions d'hectàrees aproximadament, de les quals en van ser retornades 456.523 mentre que la resta, és a dir més de 5,8 milions d'hectàrees, van ser ocupades pels antics propietaris sense cap control legal.
Ángel Zorrilla que va ser màxim responsable del Servicio Nacional de Reforma Económica y Social de la Tierra va manifestar el 1943 davant el Consell Nacional de Colonització, òrgan suprem de l'Institut Nacional de Colonització que el procés de recuperació de terres es va executar en moltes ocasions de manera violenta i sense procediment, en alguns casos contra camperols que combatien o havien combatut en el front amb les tropes franquistes.